# Kosak Mamaj

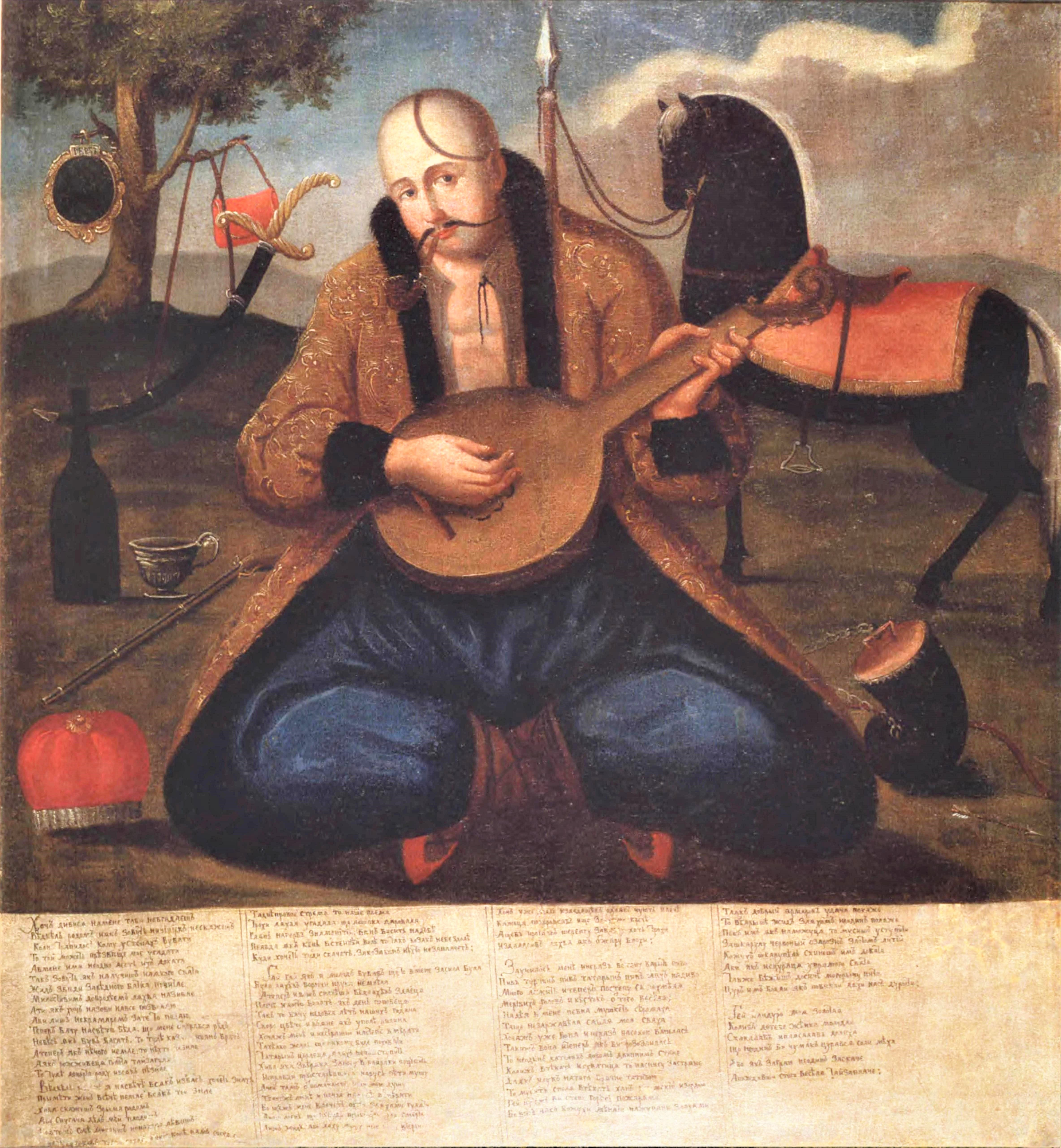
Kosak Mamaj mit Kobsa, Anfang 19. Jahrhundert, Öl auf Leinwand im Nationalen Kunstmuseum der Ukraine

Kosak Mamaj (ukrainisch Козак Мамай), auch Kosak Mamay, ist als idealisierte Darstellung eines Kosaken eine Nationalallegorie, ein nationales Symbol der Ukraine und ein Symbol des Freiheitswillens der Ukrainer.
Der Legende nach wurde der Kosak Mamaj auf der Dneprinsel Chortyzja im Jahr 509 geboren. Er tritt in Legenden, Volksmärchen und Sprichwörtern auf und wurde nach der Auflösung der Saporoger Sitsch im Jahr 1775 sehr beliebt. Kosak Mamaj ist eine der häufigsten Darstellungen in der ukrainischen Volksmalerei vom späten 17. Jahrhundert bis in die Gegenwart.
In den Hunderten von erhaltenen Gemälden wird Kosak Mamaj in der Regel mit einer Kobsa gezeigt, einem Lauteninstrument, das als musikalisches Symbol der ukrainischen Seele gilt, einem Pferd, das sowohl Symbol für Freiheit als auch Treue ist, einer Fahne und einer Eiche mit daran hängenden Waffen als Symbol des Weltenbaums und für die Kraft der Menschen. Als ein Symbol für Freiheit und Stärke trägt er als Haartracht den Tschub, der auf den Großfürsten Swjatoslaw I. Igorewitsch (altrussisch Свѧтославъ Игоревичь; 942–972 n. Chr.) zurückgeführt wird.
Eine große Sammlung von Kosak-Mamaj-Bildern befindet sich unter anderem in Kiew im Iwan-Hontschar-Museum und im Nationalen Kunstmuseum der Ukraine sowie im Nationalen Historischen Museum in Dnipro. Ein Kosak-Mamaj-Denkmal befindet sich auf dem Majdan Nesaleschnosti in Kiew.

## Galerie

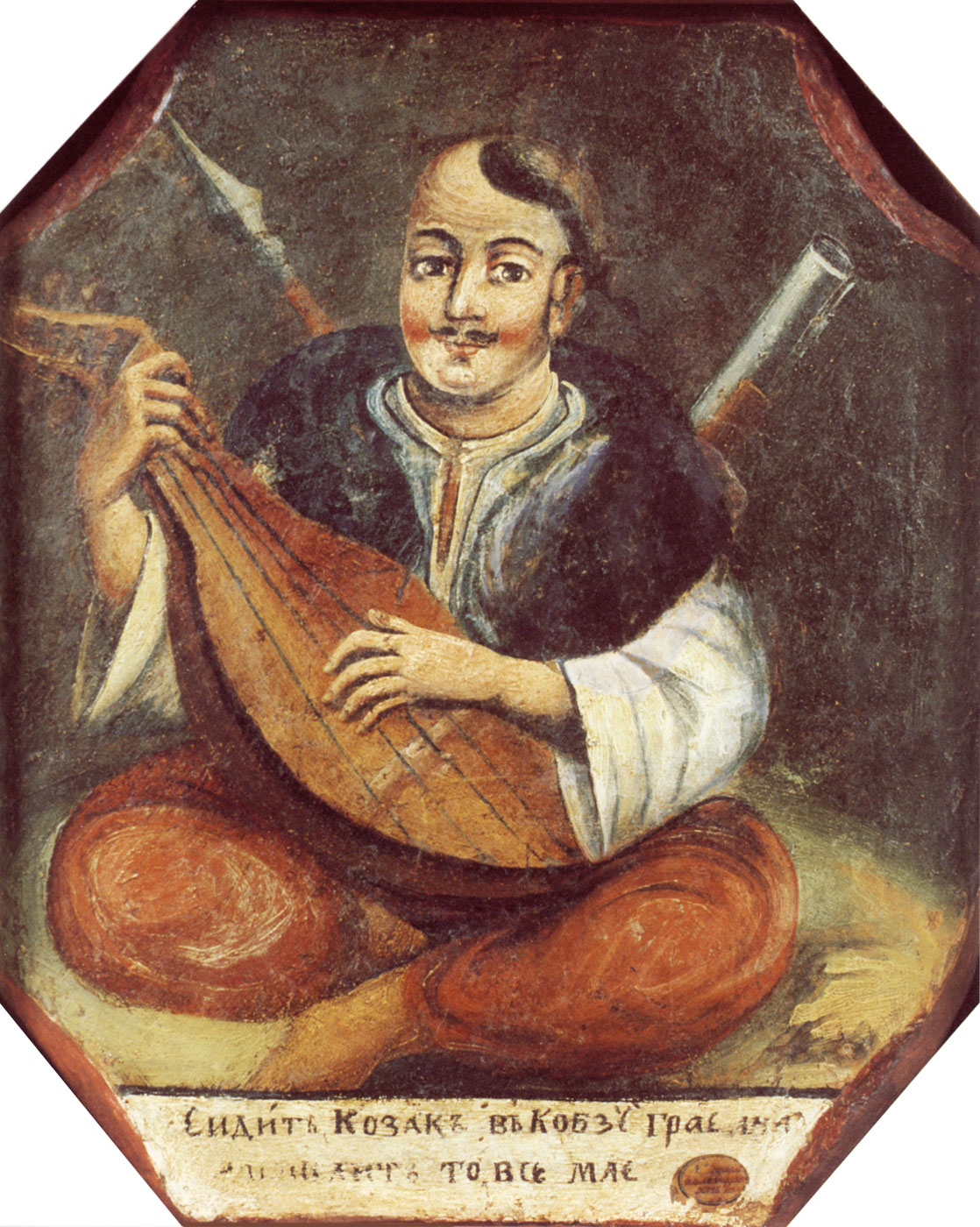
18. Jahrhundert
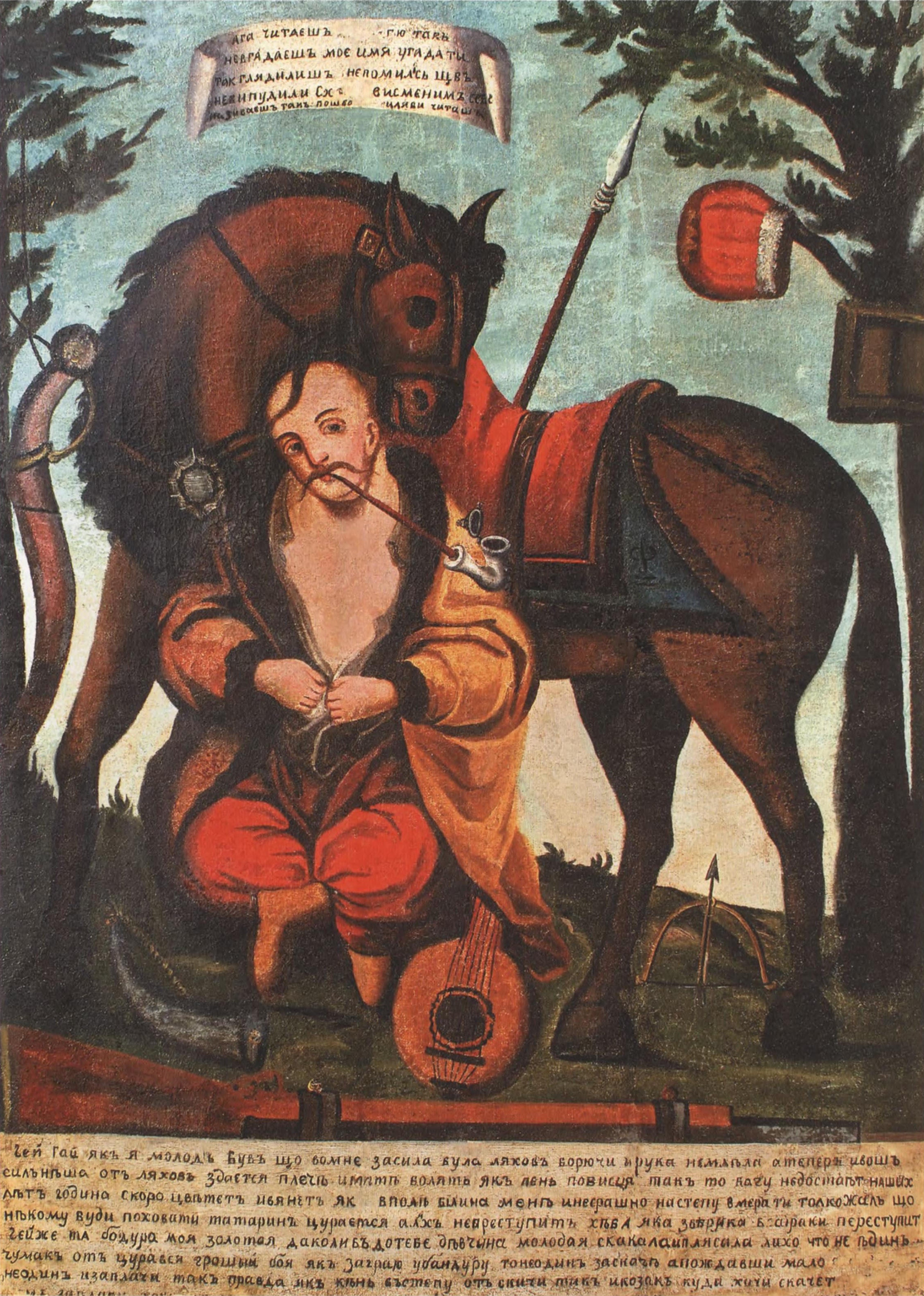
1728
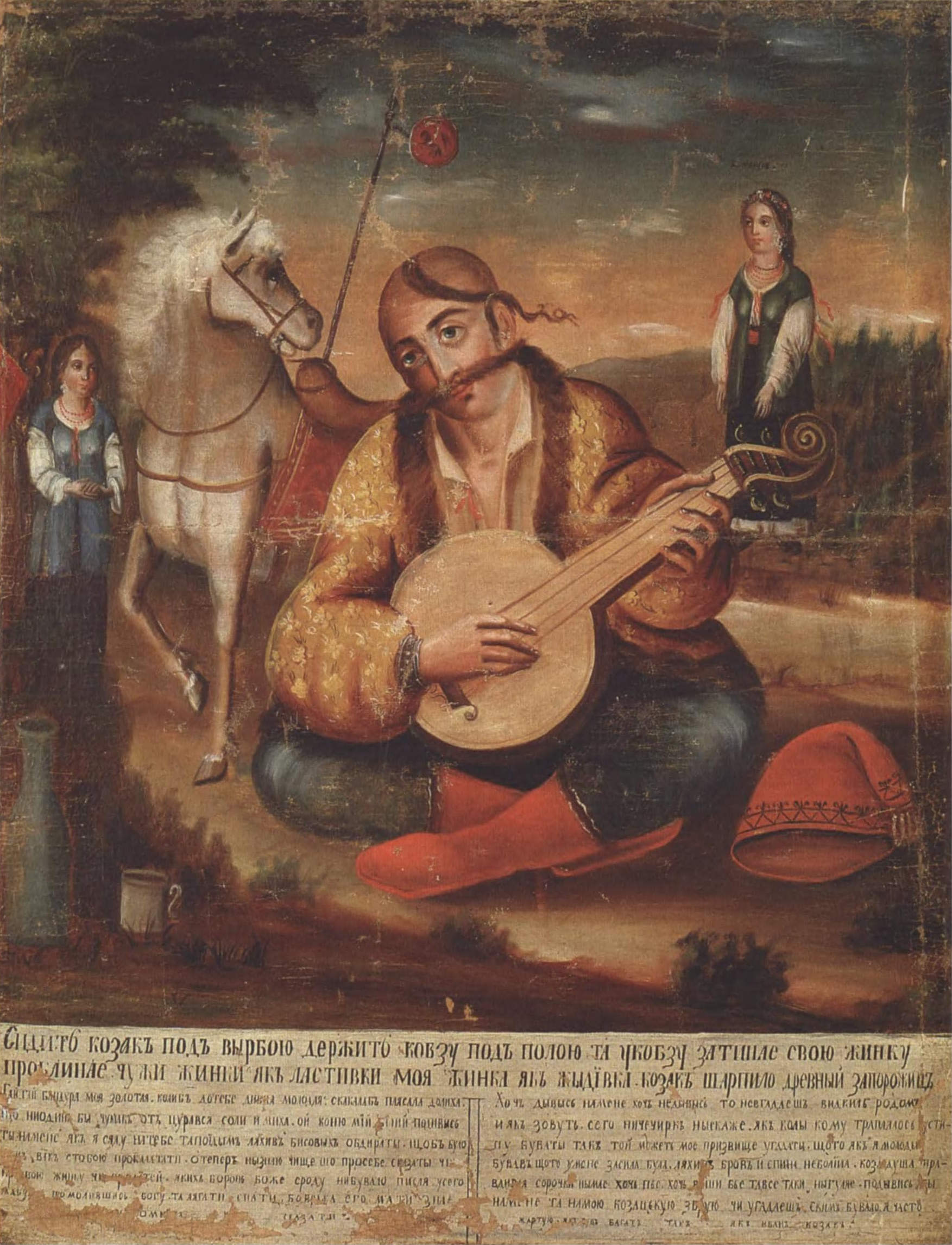
1. Hälfte des 19. Jahrhunderts
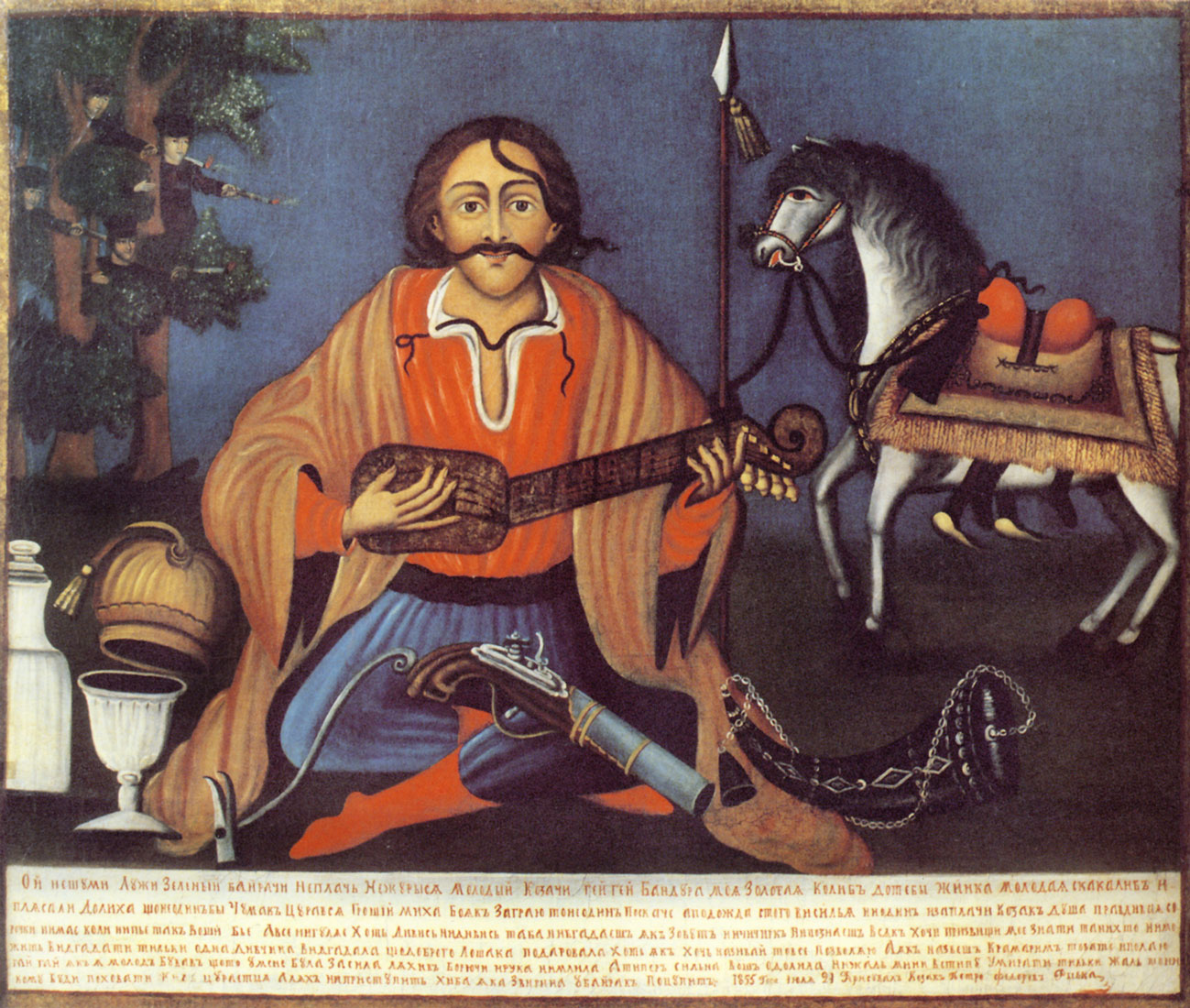
1855
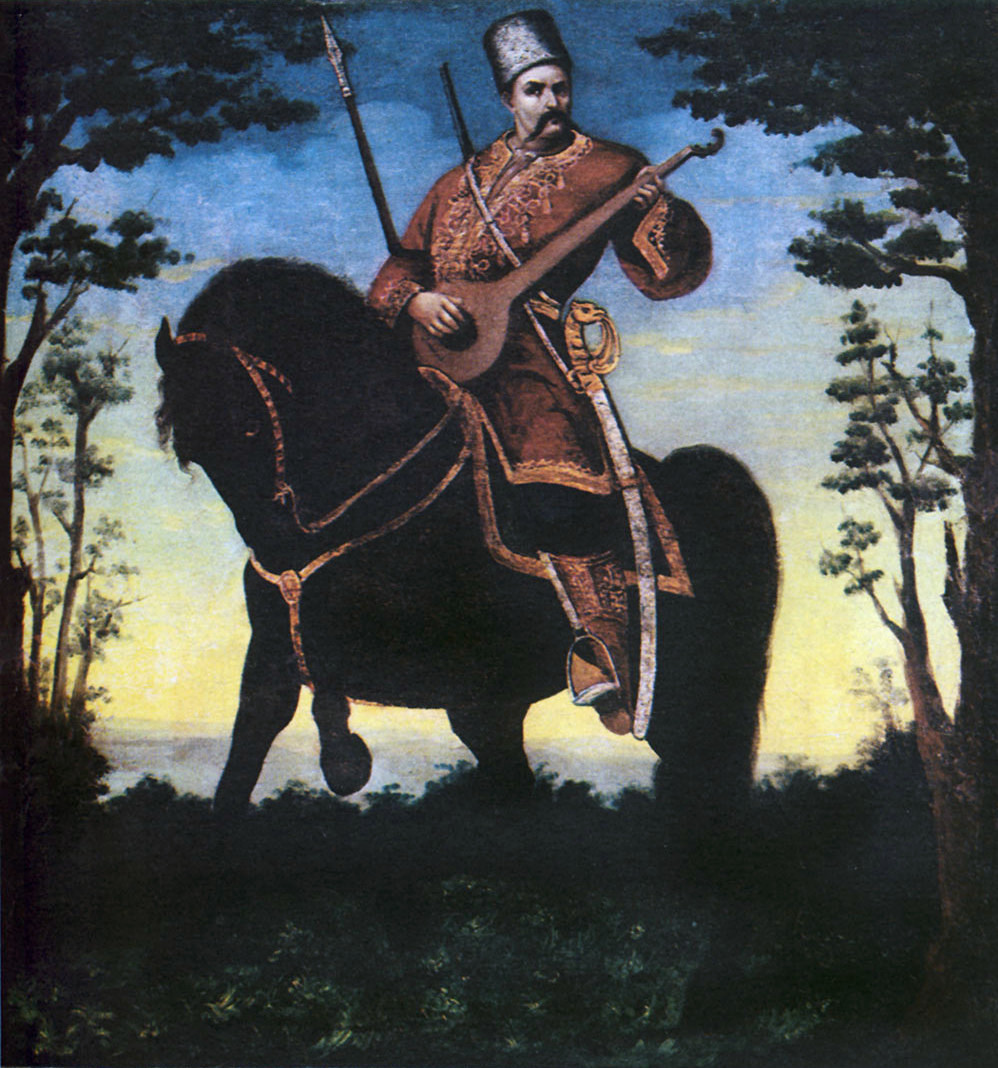
1890
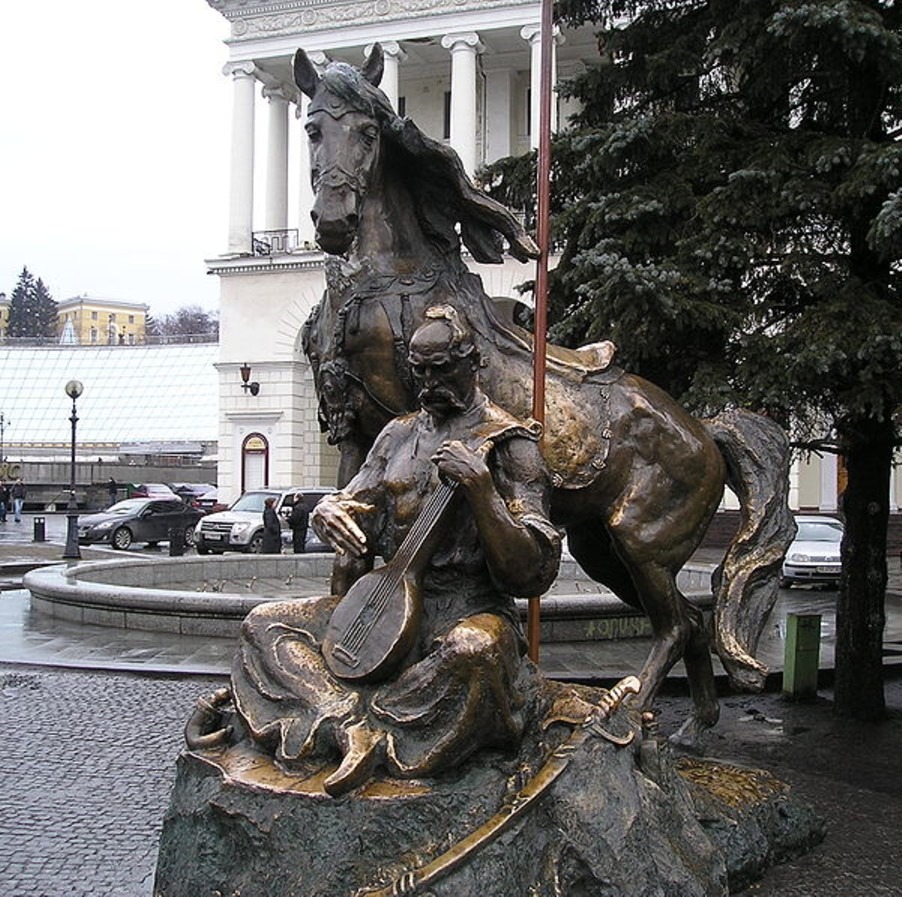
2001 Kosak-Mamaj-Denkmal in Kiew